# Wikipédia en erzya
Wikipédia en erzya (en gan : Эрзянь Википедия [Erzäń Vikipedija]) est l'édition de Wikipédia en erzya, langue mordve (de la famille des langues finno-ougriennes) parlée dans la république de Mordovie en Russie. Les articles sont créés sur l'incubateur Wikimédia à partir de novembre 2006, et l'édition est lancée officiellement le 26 mai 2008,,,. Son code est : myv.
Au 21 mars 2025, l'édition en erzya contient 7 870 articles et compte 13 995 contributeurs, dont 21 contributeurs actifs et 4 administrateurs.
L'autre langue mordve, le mokcha, dispose également d'une édition de Wikipédia, Wikipédia en mokcha, créée en 2008 et qui compte 7 203 articles.

## Présentation

Aire de diffusion de l'erzya.

## Statistiques
- Le 12 mars 2015, l'édition en erzya compte1 946 articles et 4 999 utilisateurs enregistrés[7], ce qui en fait la 206e[8] édition linguistique de Wikipédia par le nombre d'articles et la 227e[9] par le nombre d'utilisateurs enregistrés, parmi les 287 éditions linguistiques actives.
- Le 28 septembre 2022, elle contient 7 716 articles et compte 11 890 contributeurs, dont 18 contributeurs actifs et 4 administrateurs.
- Le 1er octobre 2024, elle contient 7 877 articles et compte 13 606 contributeurs, dont 19 contributeurs actifs et 4 administrateurs.